# Mamak Khadem
Pour les articles homonymes, voir Khadem.
Mamak Khadem est une chanteuse d'origine iranienne. Elle est la chanteuse du groupe Axiom of Choice.
Mamak Khadem a été formé au chant traditionnel persan en Iran. Elle a aussi étudié le chant indien en Californie. Son chant mêle la tradition persane à la musique contemporaine.
Elle a chanté sur de nombreuses scènes dans le monde :
- en Australie, au Perth Music Hall (en),
- à Los Angeles au Greek Theatre, au Skirball Cultural Center, au festival Grand Performances (en), au festival mondial des Musiques sacrées, au Musée d'art du comté de Los Angeles,
- à Washington, au Smithsonian Institute,
- en Grèce, au musée des Instruments de musique populaires grecs, au festival Voix de femmes,
- en Irlande, à l'Irish World Academy of Music and Dance (université de Limerick, Irlande).

## Discographie
- A Window to Color
- 2007 : Jostojoo/Forever Seeking
- Jostojoo II : The Road